# Badis blosyrus
Badis blosyrus är en fiskart som beskrevs av Kullander och Ralf Britz 2002. Badis blosyrus ingår i släktet Badis och familjen Badidae. IUCN kategoriserar arten globalt som livskraftig. Inga underarter finns listade.